# Blandford (Massachusetts)
Blandford est une ville du Comté de Hampden au Massachusetts, fondée en 1735.
Sa population était de 1 233 habitants en 2010.

## Localisation
| Becket  | Chester           | Huntington |
| Otis    | Blandford         | Russell    |
| Tolland | Tolland Granville | Granville  |